# フリッツ・ワルサー
フリッツ・ワルサー、フリッツ・ヴァルター（Fritz Walther, 1892年11月4日 - 1966年12月18日）は、ドイツの銃技師。同じく銃技師であったカール・ヴァルターの長男で、19世紀から20世紀を通してドイツ国内における自動式拳銃及び半自動小銃の開発を行なってきた。
なお姓のWaltherは、ドイツ語でヴァルターのように発音され、日本でもそのように表記されることが多いが、銃砲関係者の間では英語読みの「ワルサー」という表記が定着している。

## 生涯

### フリッツ・ワルサーの登場
テューリンゲン州ズール市ツェラ・メーリスで、カール・ワルサーの長男として生まれる。ワルサー家は代々、銃器開発者の家柄。
父であるカール・ワルサーが26歳の時にカール・ワルサー社の名前で銃砲店を創業したとき、フリッツも父カールと共に仕事に就いた。
創業当時は主にスポーツ射撃用ライフルを生産していたが、その後のカール・ワルサーは自動式拳銃の開発に没頭するようになり、フリッツもそれに倣い、共に研究を進めて行った。
1908年にフリッツはワルサー社としては最初の自動式拳銃であるワルサーモデル1（Kaliber 6,35 mm）を開発に成功する。
この画期的な半自動式拳銃はその後話題を呼び、ワルサー社はドイツ国内で有名になった。
しかし、その後の第一次世界大戦で敗北したドイツは、ヴェルサイユ条約の下、厳しい軍備制限と賠償金に悩まされることとなった。兵器の生産に関しても拳銃など小火器に至るまで制限されることとなり、一時的にワルサー社は危機に立たされた。そこでフリッツは、この条約に抵触しない自動式拳銃の開発に乗り出す。

### カール・ワルサー社の飛躍とナチス・ドイツ
1929年にワルサーPP、1931年にはワルサーPPのショートバージョンであるワルサーPPKを設計、開発している。
ダブルアクション・トリガーとセフティメカニズムを採用したこの画期的な銃をナチ党は党の標準ピストルとして立て続けに制式採用する。この事からワルサー社の業績は上がり、企業としてズールに工場を構えることとなった。1933年にアドルフ・ヒトラー率いるナチス党が政権を獲得、1936年にはドイツはヴェルサイユ条約を一方的に破棄し再軍備宣言を行なった。この事で世界が第二次世界大戦へと進む中、ワルサー社はナチス・ドイツから支持を受け従業員約500名の軍需企業として変貌していった。
その後、フリッツは銃製品として、ワルサーPPをベースに、9mmパラベラム弾を使用できるようにした拳銃の開発を進めた。しかし元来、小型で銃身の短いワルサーPPで9mmパラベラム弾を使用するには、耐久力に問題があった。
そこで1937年、ワルサー社は新たにショートリコイルといった新機構を取り入れた大型半自動式拳銃である、ワルサーHP（ヘーレス・ピストーレ）を開発に成功する。
後に、ワルサーHPはドイツ軍に制式採用され、ワルサーP38と命名された後に制式採用された。

### 第二次世界大戦の終結と西ドイツへの逃亡
大企業と変貌したワルサー社は、拳銃だけではなく自動小銃などの開発も並行して行なっていた。
のちに半自動小銃であるワルサーGew43半自動小銃やMkb42(W)を開発し、軍に供給している。
しかし、1945年にドイツが降伏し、工場も連合国軍による空襲により壊滅してしまった。
ワルサー社があったツェラ・メリス地方も、アメリカ軍、フランス軍が占領し、ドイツ国内でのすべての兵器開発を禁じた。
その後の占領政策により、これまでと変わってこの地方を占領したソ連軍により、ハーネル社のヒューゴ・シュマイザーや、ヨハネス・グロフスフ社のグルノー博士など多くの銃技師が赤軍により拘束され、その後、ソ連での銃開発を強要されることとなった。
こうした状況から自身の危機を感じたフリッツ・ワルサーは、それまでに開発してきた設計図を鞄に詰め、一族と側近を連れて、この地方からの脱出に成功する。
そして、アメリカ軍の占領地区であったハイデンハイムに逃れた。

### カール・ワルサー社の再創業、その後
家族と共に西ドイツへ脱出した後、フリッツは残った財産を使って、1953年に西ドイツのウルム市で新しい工場を建設し、カール・ワルサー社の再創業に成功した。
その後、狩猟と射撃スポーツ用の銃に限り生産が許され、ワルサー社は再び銃の生産ラインを復活させた。
この時の従業員は6名で、スポーツ用のエアピストルであるLG 51や、LP 53が製造されたが、アームなど銃全体の評判は良く、後の販売を確実にしていった。
その後、狩猟用の小口径ライフル銃の生産を開始した後からフリッツ・ワルサーは体調を崩し、1966年12月18日にこの世を去った。